# Semana Santa en Alboraya
 La Semana Santa de Alboraya se celebra en dicha población de la Huerta Norte (Valencia) y la organiza la Junta Local de Hermandades de Semana Santa. El calendario de celebración de la Semana Santa tiene lugar a principios de la primavera, aunque actos como el pregón se celebran unas semanas antes. 
Declarada Fiesta de Interés Turístico Provincial, el 16 de enero de 2018. 
La Semana Santa de Alboraya forma parte de la Junta de Hermandades de Semana Santa de la Diócesis de Valencia, siendo Alboraya junto a Gandia y Torrente las fundadoras de la Junta Provincial, actualmente Junta de Hermandades y Cofradías de la Diócesis de Valencia.

## Hermandades
En 2013, la Junta Local de Hermandades estaba formada por diez hermandades. Estas eran:
- Hermandad de la Oración en el Huerto y de Nuestra Señora de la Esperanza y del Santo Cáliz; fundada el 18 de febrero de 1977, procesionan el paso de la aparición del Ángel a Jesús en el Huerto de los Olivos, junto a las figuras dormidas de San Pedro, San Juan, y Santiago. Vesta: túnica negra, capa verde, capirote negro.
- Hermandad de la Santa Faz y del Santo Cáliz; fundada en 1985, procesionan el paso de Jesús cargado con la cruz junto a la Verónica y el Cirineo y por Junta procesiona a Jesús Prendido. Vesta: túnica azul, capa azul - gris, capirote blanco.
- Penitencial Hermandad del Santísimo Cristo del Perdón y del Santo Cáliz; fundada en 2006, procesionan el paso del mismo nombre, que preside la Capilla del Cementerio. Vesta: túnica como la de un monje.
- Hermandad de la Purísima Sangre y del Santo Cáliz; fundada en 1954, procesionan una alegoría, presidiendo el paso el Cristo de las Animas, habiendo a su derecha un ángel que le recoge en un cáliz la sangre del costado y a su izquierda un querubín portando el escudo de la hermandad. Vesta: túnica roja escarlata, capa blanca, capirote rojo escarlata.
- Germandat dels Set Dolors i del Sant Calze; fundada en 1985, siendo la única Hermandad solo de mujeres, procesionan el paso de la Virgen del mismo nombre. Vesta: túnica (7 colores), capa negra, capirote negro.
- Hermandad del Santísimo Cristo de la Providencia y del Santo Cáliz; fundada en 1928, procesionan el paso del cristo del mismo nombre junto a las figuras de la Virgen y San Juan. Vesta: túnica roja, capa negra, capirote rojo.
- Hermandad de la Piedad y del Santo Cáliz; fundada en 1977, procesionan el paso del mismo nombre, una copia del de Miguel Ángel. Vesta: túnica gris claro, capa gris oscuro, capirote gris claro.
- Germandat de la Vera Creu i del Sant Calze; fundada en 2008, procesionan el paso de la Vera Cruz, que antiguamente llevaban Los Romanos. Vesta: túnica azul eléctrico, capa dorada y verdugo dorado.
- Corporación de Granaderos de la Virgen de la Soledad y del Santo Cáliz; fundada en 1928, procesionan el paso de la Virgen de la Soledad bajo palio. Vesta: traje de soldado Napoleónico.
- Hermandad del Santo Sepulcro y del Santo Cáliz; fundada en 1954, continuadora de los Caballeros del Santo Sepulcro de 1884, procesionan el paso del Santo Sepulcro. Vesta: túnica blanca, capa rojo granate, capirote blanco, con la cruz de Jerusalén bordada en el frontis.

## Historia de la Semana Santa de Alboraya
Los antiguos documentos del siglo XVI (1545) ya nos hablan de la Semana Santa, por las calles de la población de Alboraya, hasta el año 1975 que fue fundada la Junta Local de Hermandades y Corporaciones de Semana Santa de Alboraya, como junta de aglutinamiento y dirección de las hermandades de Semana Santa.

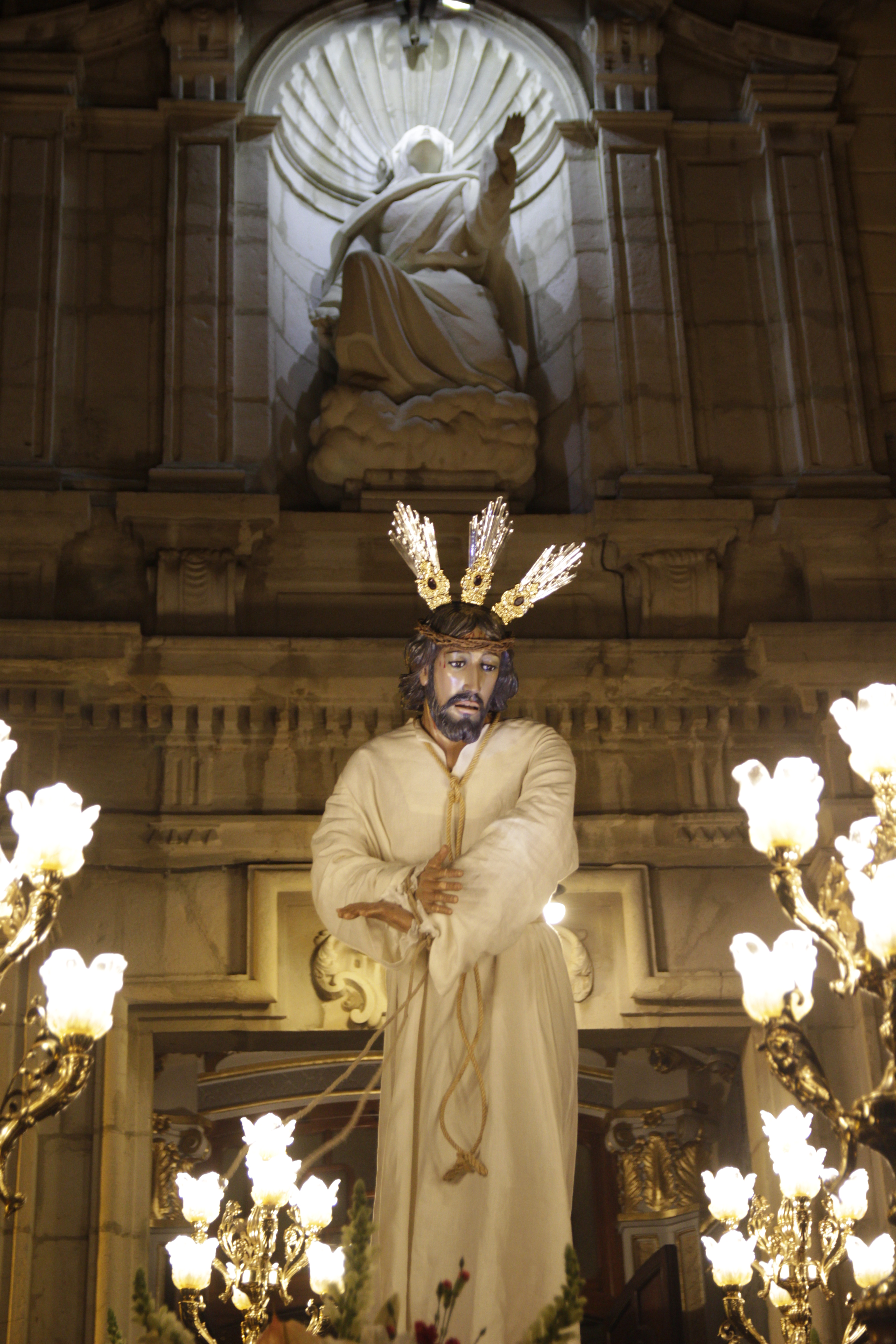
Jesús Prendido

- En un principio fueron seis las Hermandades que integraron esta Junta:

Hermandad del Santísimo Cristo de la Providencia fundada en el año 1928.
Corporación de Granaderos de la Virgen de la Soledad fundada en el año 1928.
Real Hermandad de Santa Faz fundada en el año 1929.
Hermandad del Santo Sepulcro fundada en el año 1954.
Hermandad de la Purísima Sangre fundada en el año 1955.
Agrupación de Soldados Romanos. Actualmente no procesiona.
- En el año 1977 se incorporaron dos nuevas Hermandades:

Hermandad de La Piedad Fundada en el Año 1977.
Hermandad de la Oración en el Huerto fundada en el año 1977.
- Posteriormente se han ido incorporando Hermandades se fundaban:

Germandat dels Set Dolors fundada en el año 1985.
Hermandad del Santísimo Cristo del Perdón fundada en el año 2005.
Germandat de la Vera Creu fundada en el año 2007.
La Junta Local tiene tres Pasos propios:
Santo Cáliz de la Cena
Jesús Prendido

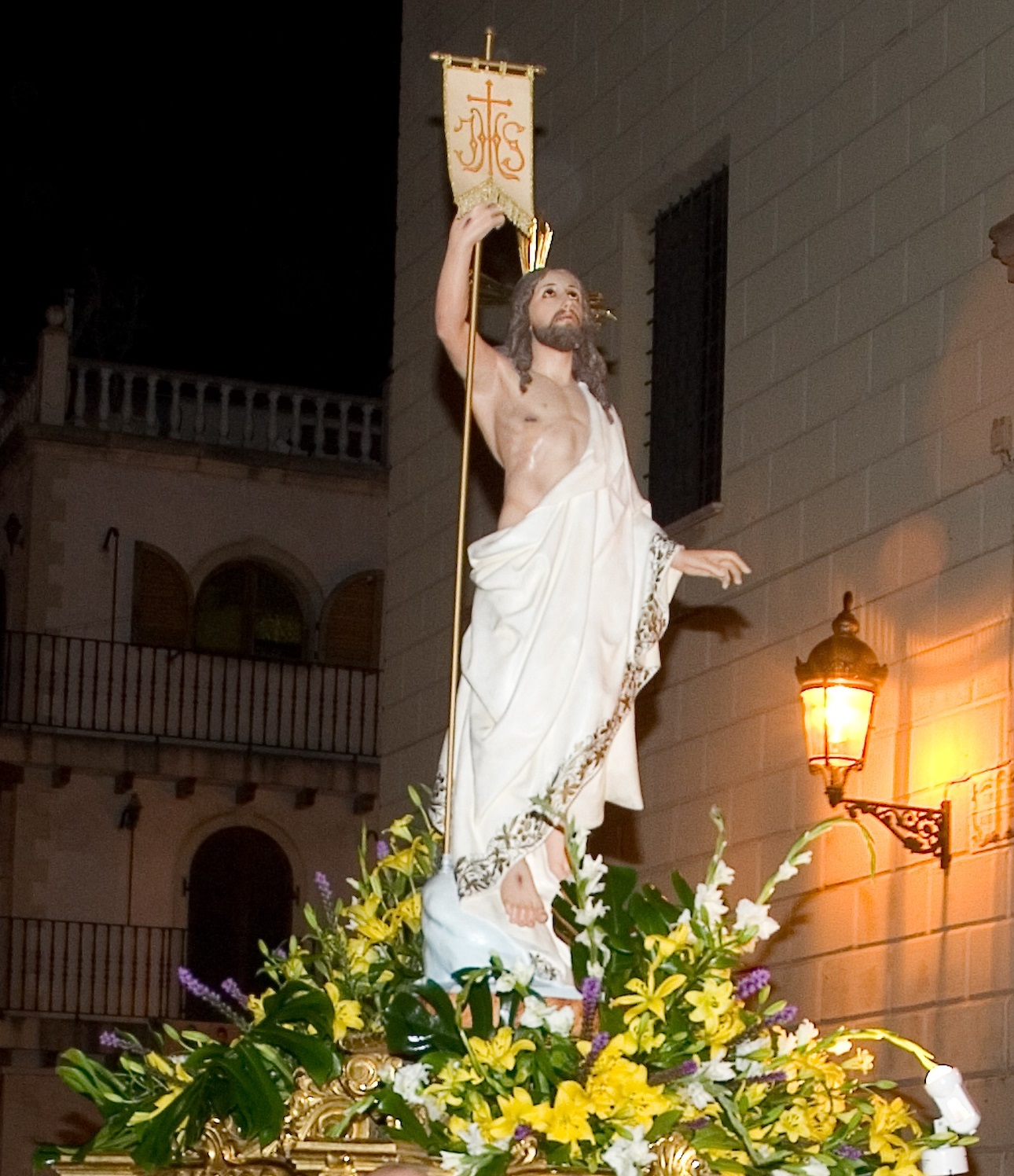
Jesús Resucitado
Los actos más importantes de la Semana Santa tienen lugar coincidiendo con los días festivos no laborales, Jueves Santo y Viernes Santo. Los actos públicos y compartidos comienzan con el Pregón, el cual es durante febrero. Posteriormente se celebran los traslados de cada Hermandad y Corporación durante la Semana de Pasión (desde Viernes de Dolores hasta Miércoles Santo), también el Domingo de Ramos y los actos oficiales de Jueves Santo y Viernes Santo, hasta acabar los actos en el Encuentro del Domingo de Resurrección.
Destacar el Lunes Santo, un vía crucis por la huerta, llevando en manos del pueblo, el Cristo de las Almas de la Hermandad de la Purísima Sangre al templo parroquial.

## Hermanamiento con la Cofradía del Santo Cáliz de Valencia

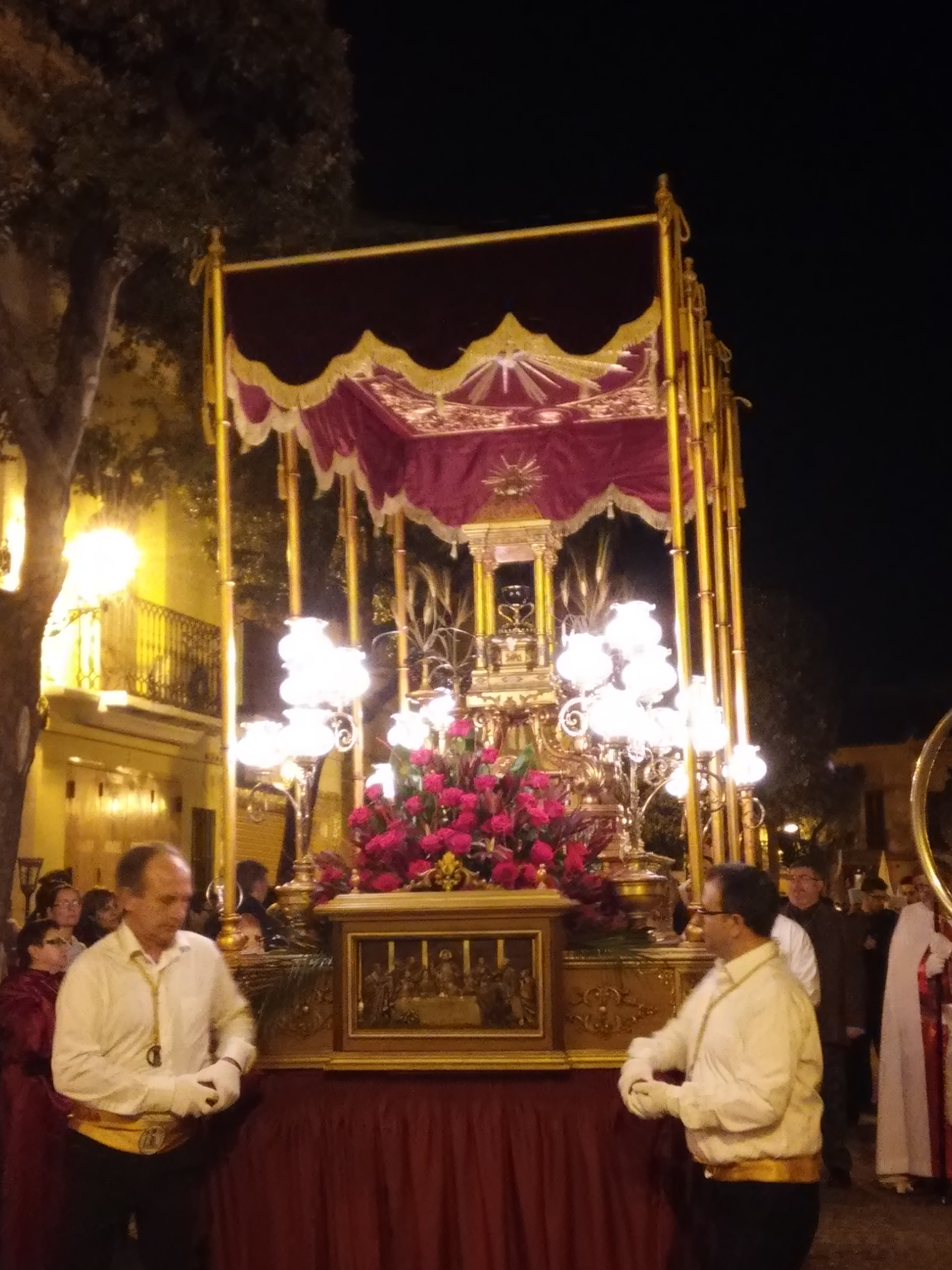
Santo Cáliz de la Cena

La Junta Local, en 1985, acuerda hacer Cofrade de Honor al Señor Don Vicente Moreno Boira; Canónigo Celador del Santo Cáliz de la Cena, así convirtiendo el Santo Cáliz en emblema de nuestras celebraciones, como Valencianos partícipes y amantes de nuestras tradiciones, y respetuosos con el legado recibido por nuestros mayores. Como Alborayenses que somos, nos consideramos hijos de un pueblo Eucarístico que siempre ha tenido presente el regalo del “Miracle dels peixets”, sentimos especial orgullo de que muy cerca nuestra se custodie y venere el Santo Cáliz de la Cena.
El 8 de mayo de 1986 se realiza un acto de firma del Libro de Oro de la Catedral, en la Sociedad Musical con la presencia del Rdo. Don Manuel Guillem Marco al frente de toda la Junta Local y, el Sr. Canónigo Celador de la Catedral de Valencia, Don Vicente Moreno Boira; a quien se le hace entrega del título de Cofrade de Honor de nuestra Semana Santa. Este mismo año la Junta Local pasa a pertenecer y es Hermanada con la Cofradía del Santo Cáliz de la Cena de la Catedral de Valencia, así mismo esta Junta Local hace a la Cofradía del Santo Cáliz de la Cena de la Catedral de Valencia “Miembro de pleno derecho y cofrade de Honor Colectivo de la Semana Santa de Alboraya” por lo tanto todas las Hermandades tienen de Sobrenombre “y del Santo Cáliz”.
Por todo ello, nuestra Semana Santa, realiza anualmente la peregrinación a la Catedral, al encuentro con la Sagrada Reliquia.

## Procesiones y traslados
- Viernes de Dolores: Traslado del Paso de la Germandat dels Set Dolors i del Sant Calze.
- Sábado Santo: Traslado del Paso de la Hermandad de la Piedad y del Santo Cáliz.
- Domingo de Ramos, por la mañana: Solemne procesión de las Palmas.
- Domingo de Ramos, por la noche: Traslado de los Pasos de la Penitencial Hermandad del Santísimo Cristo del Perdón y del Santo Cáliz, de la Real Hermandad de la Santa Faz y del Santo Cáliz, y de la Hermandad del Santísimo Cristo de la Providencia y del Santo Cáliz.
- Lunes Santo: Traslado del Paso de la Hermandad del Santo Sepulcro y del Santo Cáliz.
- Lunes Santo, a las 23:00h: Vía+Crucis Penitencial (portado a mano el Cristo de las Almas), desde la Ermita de Vilanova por la huerta de Alboraya hasta la Iglesia.
- Martes Santo: Traslado de los Pasos de la Corporación de Granaderos de la Virgen de la Soledad y del Santo Cáliz, y de la Germandat de la VeraCreu y del Santo Cáliz.
- Miércoles Santo: Traslado de los Pasos de la Hermandad de la Oración e n el Huerto y Nuestra Señora de la Esperanza y del Santo Cáliz, y de la Hermandad de la Purísima Sangre y del Santo Cáliz.
- Jueves Santo, Día del Amor Fraterno y día de Junta Local: Solemne Procesión de Jesús Prendido.
- Viernes Santo, a las 9:00h: Piadoso Vía+Crucis.
- Viernes Santo, a las 20:30h: Solemne Santo Entierro.
- Sábado de Gloria, a las 23:30h: Encuentro Glorioso de Jesús Resucitado y Nuestra Señora del Amor.[1]

## Cofradías Parroquiales
- San Roque; popular, su fiesta es el 16 de agosto pero procesiona en las Fiestas Patronales. Nació en Montpellier (Francia), y fue un peregrino que se desplazó a Roma. Recorrió Italia y se dedicó a curar a todos los infectados de la peste y falleció en loor de santidad. Su vida se fecha a partir de la mitad del siglo XIV y su muerte, lo más probable fue en Voghera, a pesar de la hipótesis de Montpellier. Desde Venecia se extendió el culto hacia el mundo germánico y a los Países Bajos. En 1477, en ocasión de otra epidemia de peste, se fundó en Venecia una cofradía que bajo su honor se dedicó al hospedaje de enfermos de peste y que fue conocida como Confraternità o Scuole di San Rocco. Dicha agrupación fomentó la devoción al santo construyendo capillas y más centros de acogida por toda Italia. Una de las iglesias más conocidas que están dedicadas a este santo está en París, muy cerca del museo del Louvre, la hizo edificar Luis XIV en 1563. Toda Europa e incluso América Latina están sembradas de templos que le fueron dedicados.
- Rosario; mixta, procesiona en otoño.
- San Cristóbal; compuesta por clavarios y clavariesas elegidos anuales. Procesiona en sus Fiestas Patronales.
- San Francisco; tercera orden de San Francisco de Asís.
- Minerva; doce hombres, procesiona dentro del Templo Parroquial.
- Vela Roja; compuesta de mujeres.
- Vela Blanca / Diurna; compuesta de hombres, procesiona en una comunión llamada "Combregar d'Impedits" (de impedidos), y dentro del Templo Parroquial.
- Vela Nocturna; mixta.

## Pasacalle de San Cristóbal
El "Pasacalle de San Cristóbal" se realiza, el primer fin de semana de mayo, saliendo de la parroquia en paso-trono el sábado por la noche dirección a su ermita y regresando al día siguiente, el pasacalle, la encabeza unos disparadores de salvas (personas que durante todo el recorrido, encienden una tras otra), les sigue la gente, el paso-trono, los clavarios y la banda de música, al ser un acto festivo, el trono-anda realiza movimiento no vistos en otras procesiones, como la marcha atrás y la vuelta a las rotondas. Las diversas casas, viviendas, empresas y fábricas que tienen el gusto, encienden un particular castillo de fuegos artificiales al paso del Santo por su lado.